# 1. Tennis-Bundesliga (Herren 30) 2024
Die 1. Tennis-Bundesliga der Herren 30 wird 2024 zum 20. Mal ausgetragen. In den beiden Staffeln Nord und Süd spielen jeweils sieben Mannschaften um den Gruppensieg. Die beiden Gruppensieger spielen zum Abschluss der Saison in einem Finale den deutschen Meister aus.
Titelverteidiger ist der TC Pfarrkirchen, der sich als Sieger der Südstaffel im Vorjahr mit 5:4 im Finale gegen den Sieger der Nordstaffel, den TC Union Münster, durchgesetzt hatte. Der Verein zog seine Mannschaft – genauso wie die Mannschaft der Herren 40, die ebenfalls Deutscher Meister geworden war – vom Spielbetrieb zurück.
Neu in der Liga waren im Norden der TC Bredeney sowie der Uhlenhorster HC und im Süden SV Dresden Mitte, Eintracht Frankfurt Tennis sowie TC Schwaben Augsburg.

## Spieltage und Mannschaften
Die Spiele wurden jeweils Samstag um 13:00 Uhr ausgetragen.
| 1. Spieltag: |
| 2. Spieltag: |
| 3. Spieltag: |
| 4. Spieltag: |
| 5. Spieltag: |
| 6. Spieltag: |
| 7. Spieltag: |

| Mannschaften Nord     |
| --------------------- |
| TC Bredeney (A)       |
| TC Union Münster      |
| ETB Schwarz-Weiss     |
| Uhlenhorster HC (A)   |
| Dorstener TC          |
| TV Espelkamp-Mittwald |
| TUS St. Hubert        |

| Mannschaften Süd               |
| ------------------------------ |
| TC Bad Homburg                 |
| TC Großhesselohe               |
| SV Dresden Mitte (A)           |
| TV Ober-Eschbach               |
| Eintracht Frankfurt Tennis (A) |
| TC Dachau                      |
| TC Schwaben Augsburg (A)       |

## Finalrunde
Das Finale um die deutsche Meisterschaft wird am 20. Juli 2024 zwischen den Siegern der Nord- und Südstaffel auf der Anlage des Siegers der Nordstaffel ausgetragen.
| Heim               | Auswärts          | Matches | Sätze | Spiele |
| ------------------ | ----------------- | ------- | ----- | ------ |
| Sieger Nordstaffel | Sieger Südstaffel |         |       |        |

## 1. Tennis-Bundesliga (Herren 30) Nord

### Abschlusstabelle
|     | Mannschaft            | Begegnungen | Punkte | Matches | Sätze | Spiele |
| --- | --------------------- | ----------- | ------ | ------- | ----- | ------ |
| 01. | TC Bredeney (A)       |             |        |         |       |        |
| 02. | TC Union Münster      |             |        |         |       |        |
| 03. | ETB Schwarz-Weiss     |             |        |         |       |        |
| 04. | Uhlenhorster HC (A)   |             |        |         |       |        |
| 05. | Dorstener TC          |             |        |         |       |        |
| 06. | TV Espelkamp-Mittwald |             |        |         |       |        |
| 07. | TUS St. Hubert        |             |        |         |       |        |

(M) – amtierender Deutscher Meister der Herren 30

(A) – Aufsteiger aus der Tennis-Regionalliga

### Ergebnisse
|  | Heimmannschaft | Gastmannschaft | Matches | Sätze | Spiele |
|  | -------------- | -------------- | ------- | ----- | ------ |
|  |                |                |         |       |        |
|  |                |                |         |       |        |
|  |                |                |         |       |        |
|  |                |                |         |       |        |
|  |                |                |         |       |        |
|  |                |                |         |       |        |
|  |                |                |         |       |        |
|  |                |                |         |       |        |
|  |                |                |         |       |        |
|  |                |                |         |       |        |
|  |                |                |         |       |        |
|  |                |                |         |       |        |
|  |                |                |         |       |        |
|  |                |                |         |       |        |
|  |                |                |         |       |        |
|  |                |                |         |       |        |
|  |                |                |         |       |        |
|  |                |                |         |       |        |
|  |                |                |         |       |        |
|  |                |                |         |       |        |
|  |                |                |         |       |        |
|  |                |                |         |       |        |
|  |                |                |         |       |        |
|  |                |                |         |       |        |
|  |                |                |         |       |        |
|  |                |                |         |       |        |
|  |                |                |         |       |        |
|  |                |                |         |       |        |

## 1. Tennis-Bundesliga (Herren 30) Süd

### Abschlusstabelle
|     | Mannschaft                     | Begegnungen | Punkte | Matches | Sätze | Spiele |
| --- | ------------------------------ | ----------- | ------ | ------- | ----- | ------ |
| 01. | TC Bad Homburg                 |             |        |         |       |        |
| 02. | TC Großhesselohe               |             |        |         |       |        |
| 03. | SV Dresden Mitte (A)           |             |        |         |       |        |
| 04. | TV Ober-Eschbach               |             |        |         |       |        |
| 05. | Eintracht Frankfurt Tennis (A) |             |        |         |       |        |
| 06. | TC Dachau                      |             |        |         |       |        |
| 07. | TC Schwaben Augsburg (A)       |             |        |         |       |        |

(M) – amtierender Deutscher Meister der Herren 30

(A) – Aufsteiger aus der Tennis-Regionalliga

### Ergebnisse
| Datum/Uhrzeit | Heimmannschaft | Gastmannschaft | Matches | Sätze | Spiele |
| ------------- | -------------- | -------------- | ------- | ----- | ------ |
|               |                |                |         |       |        |
|               |                |                |         |       |        |
|               |                |                |         |       |        |
|               |                |                |         |       |        |
|               |                |                |         |       |        |
|               |                |                |         |       |        |
|               |                |                |         |       |        |
|               |                |                |         |       |        |
|               |                |                |         |       |        |
|               |                |                |         |       |        |
|               |                |                |         |       |        |
|               |                |                |         |       |        |
|               |                |                |         |       |        |
|               |                |                |         |       |        |
|               |                |                |         |       |        |
|               |                |                |         |       |        |
|               |                |                |         |       |        |
|               |                |                |         |       |        |
|               |                |                |         |       |        |
|               |                |                |         |       |        |
|               |                |                |         |       |        |